# 沈嘉瑞
沈嘉瑞（1902年3月4日—1975年12月22日），字天福，男，浙江嘉兴人，中国无脊椎动物学家，中国科学院动物研究所原无脊椎动物区系分类室研究员，中国甲壳动物学研究的先驱和奠基人之一。

## 生平
沈嘉瑞教授1902年3月1日（《嘉兴在线》引《江南周末》的【壬寅嘉禾星光曆】專欄作3月4日）生於前清浙江省嘉興縣。1927年，畢業於南京市东南大学生物學系，他後來加入了北平市的静生生物调查所成為助理員，開始其對華北蟹類的研究，並於1932年出版了後來被譽為經典的《華北蟹類志》（The brachyuran Crustacea of North China；但Crustaceana的訃告譯作）。憑着這本出版，沈嘉瑞獲得獎學金前往英國倫敦大學修讀蟹類學，師從當時的知名胚胎學教授歐內斯特·麥克布賴德。1934年，沈嘉瑞在倫大取得博士學位；之後於倫敦大英博物馆的自然歷史分館任職，並短暫於普利茅斯的海洋生物實驗室工作。1935年，沈嘉瑞回到中國，曾任国立北平研究院动物学研究所的专任研究员:7。

## 命名物種
目前已知下列分类单元或物种由他所命名：
- 解放眉足蟹 Blepharipoda liberata[11]
- 香港南海溪蟹
- Branchinella yunanensis
- Corophium monospinum
- Pseudodiaptomus poplesia
- Schmackeria poplesia
- Sinocorophium monospinum
- Sinoediceros
  - Sinoediceros homopalmatus